# 林銘球
林銘球（1586年—1645年），字彤石，號紫濤，本姓藍，先世為福建漳州府漳浦縣人，登第後始籍廣東潮州府普寧縣人，明朝政治人物。

## 生平
天啟元年（1621年）補海豐監生，四年（1624年）甲子科廣東鄉試第七名舉人，忌者以異籍攻之，被除名。崇禎帝即位，伏闕上書，准附福建會試，崇禎元年（1628年）戊辰科進士。授行人司行人，奉使諭祭唐藩，四年（1631年）奉命冊封岷王朱企𨰘，擢江西道監察御史，申救薊遼總督洪承疇免逮，薦黃道周起廢籍召用。兵科給事中魏呈潤以爭監視宣府中官王坤劾御史胡良機事貶外，林銘球論救。巡視西城，巡按宣大，移按湖廣，奉敕監軍。十一年（1638年）兵部尚書兼右副都御史熊文燦招撫張獻忠，林銘球與僉事王瑞栴、總兵左良玉謀畫抓捕張獻忠，熊文燦不接受，後張獻忠據守榖城叛變，十二年（1639年）監臨楚藩。與岷王朱企𨰘結怨，左都御史受賄後藉口楚藩餉稽遲，謫河南按察司照磨，後以護陵功，起補光祿寺監事，升大理寺右寺副。李自成軍陷京師，被迫任偽職，後遁歸。弘光元年（1645年）南京弘光政權覆滅，林銘球在鄉集子弟為兵，守望相助，救出郭之奇，清兵入潮州，他與郭之奇謀起義兵，以積勞憂憤，悒悒寢疾卒，享年六十歲。

## 著作
著有《西臺疏草》、《按楚奏疏》、《監軍紀略》、《谷雲草》、《浮湘草》、《怡雲堂集》十餘卷。